# Martin Schmidt (Bildhauer)

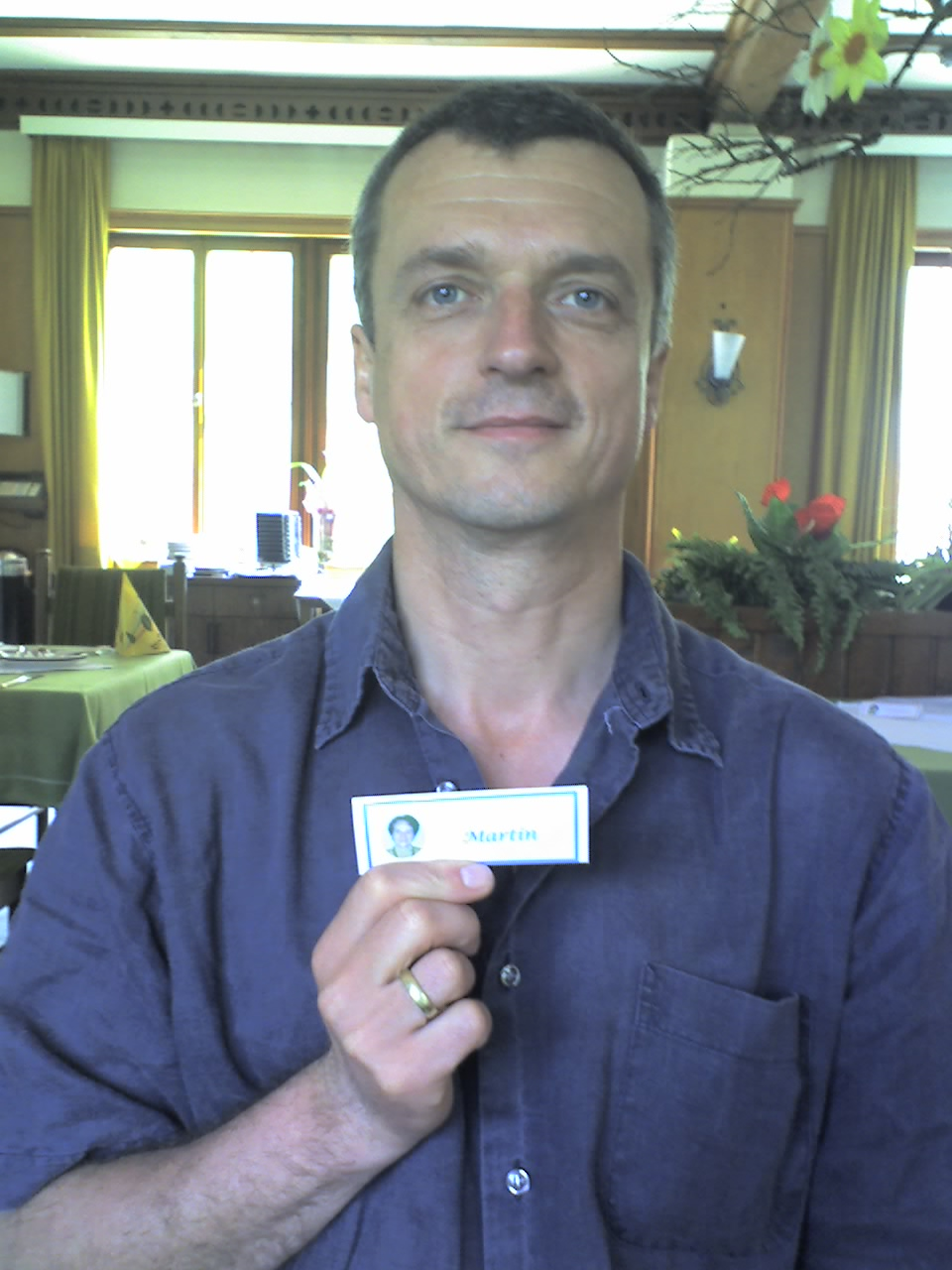
Martin Schmidt (2007)

Martin Schmidt (* 1963 in München) ist ein deutscher Bildhauer und Objektkünstler.

## Leben und Werk
Zur Grundierung seiner späteren künstlerischen Arbeit absolvierte der in München geborene Martin Schmidt eine Lehre als Holzbildhauer und Schnitzer in Oberammergau. Für das Studium der Bildhauerei kehrte er nach München zurück, wo er an der Akademie der Bildenden Künste München rasch zum Meisterschüler bei Professor Olaf Metzel wurde. Bereits in frühen Projekten, wie 'Rohbau' (München 1992) oder 'Halbjahresbedarf' (Galerie Die Burg, Burghausen 1992) prägte er seinen Stil, scheinbar vertrautes aus seiner Umgebung herauszunehmen und zum Objekt der Kunst zu machen, um unsere Betrachtungsweisen zu verändern. Beispielhaft dafür war auch sein Objekt 'Schrebergarten', das er, Irritationen auslösend, 1994 in einer kleinen Grünfläche im Mittleren Ring Münchens installierte, oder die im folgenden Jahr installierte 'Blechgarage' im Botanischen Garten Münchens.
Schmidt wurde zum Assistenten Metzels an der Akademie der Bildenden Künste München und konnte nach mehreren Einzelobjekten in Kaufbeuren, Dillingen/Saar und Ludwigsburg mit dem Villa-Romana-Preis von Florenz, dem ältesten Kunstpreis Deutschlands, eine erste wichtige Auszeichnung für sein Werk in Händen halten. Mit 'Die Pflege des geistigen Erbes', der ersten großen Einzelausstellung in der Kunsthalle Mannheim, erschien ein Katalog seiner Projekte 1992–1999, eine erste Werkschau, eingeleitet vom Kunstmäzen Hans-Werner Hector. Die Objekte Schmidts sind, so Thomas Kollhöfer in seinem Essay über die 'Unglaublichkeit des Alltäglichen', „ganz bekannten Mustern ihres alltäglichen Vorbildes nachempfunden (…) So stellt diese Kunst eine Auseinandersetzung mit der alltäglichen Wirklichkeit dar.“ Hans-Werner Hector, Stifter des Preises dessen erster Preisträger Schmidt war, schreibt: „Das relativ einfache Zusammenfügen solcher Objekte führt nun je nach Auswahl und Reihenfolge, zu unterschiedlichen Lösungen eines Problems oder aber zur Lösung unterschiedlicher Probleme.“
Diese Ansätze, von Kunsthistorikern in die Nähe des Realismus gestellt, setzte Schmidt fort in großen Einzelausstellungen die 2002 zeitgleich in der Städtischen Galerie Backnang und der Kunsthalle Recklinghausen stattfanden. Als Villa Massimo-Stipendiat der Deutschen Akademie in Rom setzte er sich erneut mit dem Wirken der Architektur auseinander, das er seit seinem Opus I ('Rohbau', München 1992) über den 'Steingarten' (in der Kunsthalle Mannheim 1999) als wichtigsten Leitfaden durch seine Arbeit bezeichnet. „Es geht dabei nicht um Baustile oder Architekten, sondern um Lebensformen, um die Frage, wie der Mensch sein Umfeld gestaltet“, wie Schmidt im 'Gespräch mit Bernhart Schwenk' schreibt.
Diesem Thema widmet sich Schmidt seit 2003 als Mitglied und seit 2005 auch als Vorsitzender der Kommission Kunst am Bau und im öffentlichen Raum QUIVID der Landeshauptstadt München, wo bei städtischen Neubauten jeweils ein gewisser Prozentsatz des Etats für Kunst am Bau eingeplant wird.

## Ausstellungen (Auswahl)
- "Salone" Villa Romana, Florenz, 21. November bis 10. Dezember 1997
- Martin Schmidt. Die Pflege des geistigen Erbes. Städtische Kunsthalle Mannheim, 14. März bis 24. Mai 1999
- Martin Schmidt. Die Früchte unserer Arbeit. Städtische Galerie Backnang, 19. Januar bis 10. März 2002
- Martin Schmidt. Das goldene Zeitalter. Kunsthalle Recklinghausen, 3. Februar bis 7. April 2002

## Auszeichnungen, Preise und Stipendien
- 1993 Debütantenpreis der Akademie der Bildenden Künste München
- 1994 Projektförderstipendium der Stadt München
- 1997 Villa-Romana-Preis, Florenz
- 1997 Hector-Kunstpreis der Kunsthalle Mannheim
- 2004 Stipendium der Deutschen Akademie Rom Villa Massimo
- 2021: HAP-Grieshaber-Preis